# Leucospis australis
Leucospis australis är en stekelart som beskrevs av Walker 1871. Leucospis australis ingår i släktet Leucospis och familjen Leucospidae. Inga underarter finns listade i Catalogue of Life.